# Жилин, Лукьян Евдокимович
Лукьян Евдокимович Жилин (8 октября 1737 — 17 марта 1789) — генерал-майор, лейб-кампанец, участник возведения на престол императрицы Екатерины II.

## Биография
Родился 8 октября 1737 года в семье капитана Евдокима Порфирьевича Жилина, владевшего в селе Башкатово Орловского уезда и в других уездах 133 душами крестьян. Брат Никиты Жилина — члена Уложенной комиссии, участника заговора Василия Панова.
Службу начал в 1753 году в Семеновском полку солдатом. 31 мая 1759 года из капралов пожалован в лейб-кампанию гренадером. В 1760 году был уволен в отпуск в родное село Башкаково Орловского уезда. В 1762 году при раскассировании лейб-кампании, выпущен в Астраханский пехотный полк тем же чином.
Жилин в числе других лейб-кампанцев принял участие в возведении на престол императрицы Екатерины II и 28 июня 1762 года был пожалован в кавалергардский корпус, с зачислением для производства сначала в Ревельский драгунский, а в 1764 году в Псковский карабинерный полки. В 1766 году он был назначен капралом кавалергардского корпуса, с производством в премьер-майоры, а в 1777 году вахмистром и бригадиром.
2 сентября 1786 года уволен со службы с производством в генерал-майоры. Скончался 17 марта 1789 года. Похоронен на Лазаревском кладбище Александро-Невской лавры.